# 배경자
배경자(裵璟子, 윤곡, 1960년  ~ )은 대한민국의 교육인이다. 

## 학력
- 영동여자고등학교 (영동군)
- 충북대학교 사범대학 사회교육과 학사
- 서울대학교 대학원 석사

## 경력
- EBS - TV 위성 1TV 포함 수능특강 윤리, 논리학 강사
- 부평여중, 부평여고, 부광여고, 부광고 교사

- 인천광역시 남부교육청 장학사
- 인천광역시교육청 장학사
- 인천산곡고등학교 교감
- 인천광역시교육청 교육과정담당 장학관
- 인천광역시서부교육지원청 중등교육과장
- 부개여자고등학교 교장
- 인천광역시서부교육지원청 교육장
- 인천초은고등학교 교장(2019 3월~ 2023년 2월)
- (기타)  중고 도덕교과용 검정도서 연구위원 및 심의위원,  교육부 교육과정 운영위원, 개정교육과정 각론 조정위원, 일반고 발전위원, 전국 100대교육과정 심사위원장 등